# Onze-Lieve-Vrouw van Altijddurende Bijstandkerk (Milsbeek)

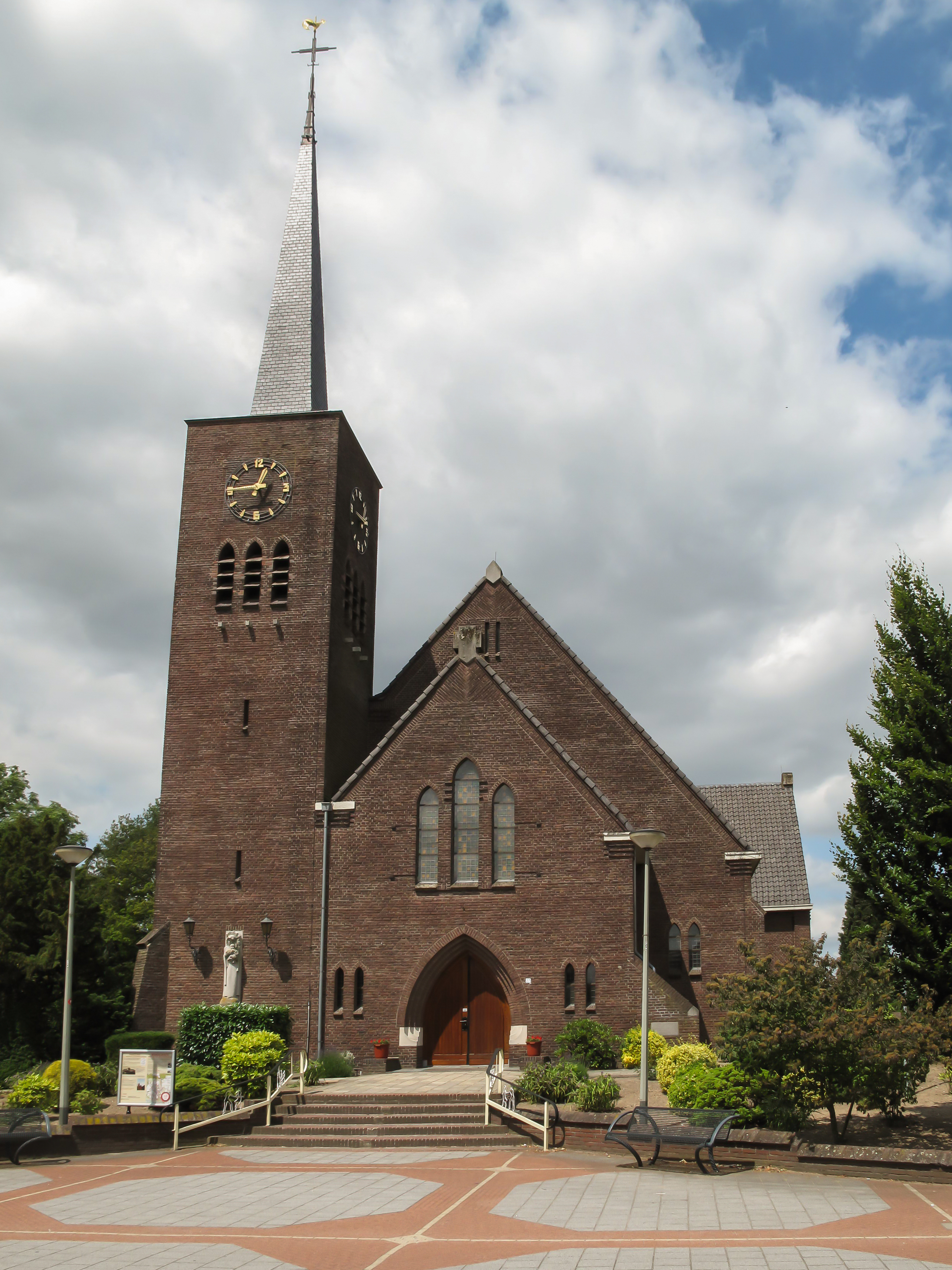
De Onze-Lieve-Vrouw van Bijstandkerk in Milsbeek

De Onze-Lieve-Vrouw van Altijddurende Bijstandkerk  is de parochiekerk van Milsbeek, gelegen aan Kerkstraat 27.
De parochie van Milsbeek werd gesticht in 1930, en voordien kerkten de gelovigen in Ottersum, Gennep of Middelaar. De kerk kwam gereed in 1931 en architect was J. Coumans. De kerk werd ernstig beschadigd in 1944, maar werd in 1946 weer hersteld.
Het betreft een sobere eenbeukige bakstenen kruiskerk onder zadeldak, met een lager ingangsportaal. Het koor is rechtgesloten. Ter linkerzijde is een toren aangebouwd die gedekt is met een naaldspits. De stijl is traditionalistisch, met verwijzingen naar de gotiek, zoals spitsboogvensters. Het interieur wordt overwelfd door een spits tongewelf. De kruisweg werd gemaakt door Frans Tuinstra.
Het orgel uit 1960 is van de firma Vermeulen.
De kerk wordt omgeven door een plantsoen. Achter de kerk ligt een kerkhof en een oorlogskerkhof.